# La Riereta (Vallès Occidental)
La Riereta o el torrent de la Riereta és un curs d'aigua del Vallès Occidental que neix a l'extrem nord-occidental del terme de Sabadell. Travessa la ciutat i passa avui soterrada per sota l'Eix Macià, la ronda de Ponent i la rambla d'Ibèria; finalment desemboca al riu Sec a l'alçada de l'aeroport de Sabadell. Els seus principals afluents són el torrent del Mas Canals i el torrent de Can Feu.